# Karjala Cup 2016
22. edycja turnieju Karjala Cup była rozgrywana w dniach 3-6 listopada 2016 roku. Brały w nim udział cztery reprezentacje: Czech, Szwecji, Finlandii i Rosji. Każdy zespół rozegrał po trzy spotkania, łącznie odbyło się sześć meczów. Pięć spotkań rozegrano w hali Hartwall Arena w Helsinkach, jeden mecz odbył się w czeskim Pilźnie w hali ČEZ Aréna. Turniej był pierwszym, zaliczanym do klasyfikacji Euro Hockey Tour w sezonie 2016/2017.

## Wyniki
| 3 listopada 2016 | Czechy | 6:3 | Szwecja | ČEZ Aréna, Pilzno |

| Szczegóły      | Szczegóły | Szczegóły       | Szczegóły                                                            | Szczegóły |
| -------------- | --- | --------------- | -------------------------------------------------------------------- | --- |
| Godzina: 18:00 | J. Jeřábek (EQ) 00:29 R. Jarůšek (EQ) 09:40 L. Radil (EQ) 23:09 L. Radil (EQ) 40:27 J. Kovář (EQ) 48:21 D. Kubalík (PP1) 59:16 | (2:1, 1:1, 3:1) | 16:21 (EQ) R. Gynge 37:37 (EQ) J. Lundqvist 52:01 (EQ) P. Zackrisson | Widzów: 6813 Sędzia główny: Michaił Buturlin Jewgienij Naumow Sędziowie liniowi: Jiří Ondráček Libor Suchánek |
| Godzina: 18:00 | 6 min. kar |                 | 8 min. kar                                                           | Widzów: 6813 Sędzia główny: Michaił Buturlin Jewgienij Naumow Sędziowie liniowi: Jiří Ondráček Libor Suchánek |

| 3 listopada 2016 | Rosja | 5:1 | Finlandia | Hartwall Areena, Helsinki |

| Szczegóły      | Szczegóły | Szczegóły       | Szczegóły               | Szczegóły |
| -------------- | --- | --------------- | ----------------------- | --- |
| Godzina: 18:30 | A. Gołyszew (EQ) 13:21 A. Swietłakow (EQ) 49:51 A. Gołyszew (EQ) 53:05 N. Gusiew (EQ) 58:58 W. Tkaczow (EQ) 59:46 | (1:0, 0:1, 4:0) | 31:12 (PP1) M. Aaltonen | Widzów: 7025 Sędzia główny: Mikael Sjöqvist Andreas Harnebring Sędziowie liniowi: Markus Hägerström Sakari Suominen |
| Godzina: 18:30 | 4 min. kar |                 | 6 min. kar              | Widzów: 7025 Sędzia główny: Mikael Sjöqvist Andreas Harnebring Sędziowie liniowi: Markus Hägerström Sakari Suominen |

| 5 listopada 2016 | Szwecja | 2:3 | Rosja | Hartwall Areena, Helsinki |

| Szczegóły      | Szczegóły                                     | Szczegóły       | Szczegóły                                                               | Szczegóły |
| -------------- | --------------------------------------------- | --------------- | ----------------------------------------------------------------------- | --- |
| Godzina: 13:30 | R. Gynge (PP1) 24:44 C. Klingberg (PP1) 49:19 | (0:1, 1:1, 1:1) | 19:35 (EQ) R. Rafikow 23:52 (EQ) A. Barabanow 48:19 (SH1) A. Swietłakow | Widzów: 4111 Sędzia główny: Stefan Fonselius Lassi Heikkinen Sędziowie liniowi: Masi Puolakka Lauri Nikulainen |
| Godzina: 13:30 | 12 min. kar                                   |                 | 8 min. kar                                                              | Widzów: 4111 Sędzia główny: Stefan Fonselius Lassi Heikkinen Sędziowie liniowi: Masi Puolakka Lauri Nikulainen |

| 5 listopada 2016 | Finlandia | 3:5 | Czechy | Hartwall Areena, Helsinki |

| Szczegóły      | Szczegóły                                                                   | Szczegóły       | Szczegóły                                                                                                 | Szczegóły |
| -------------- | --------------------------------------------------------------------------- | --------------- | --- | --- |
| Godzina: 17:30 | V.-M. Savinainen (EQ) 21:11 J. Kemppainen (PP1) 43:52 V. Lajunen (EQ) 49:19 | (0:0, 1:3, 2:2) | 25:12 (EQ) P. Holík 30:30 (PP1) A. Polášek 33:25 (PP1) J. Rutta 47:49 (EQ) J. Jeřábek 59:02 (EQ) L. Radil | Widzów: 9762 Sędzia główny: Mikael Sjöqvist Andreas Harnebring Sędziowie liniowi: Hannu Sormunen, Henri Neva |
| Godzina: 17:30 | 8 min. kar                                                                  |                 | 6 min. kar                                                                                                | Widzów: 9762 Sędzia główny: Mikael Sjöqvist Andreas Harnebring Sędziowie liniowi: Hannu Sormunen, Henri Neva |

| 6 listopada 2016 | Czechy | 0:3 | Rosja | Hartwall Areena, Helsinki |

| Szczegóły      | Szczegóły   | Szczegóły       | Szczegóły                                                              | Szczegóły |
| -------------- | ----------- | --------------- | ---------------------------------------------------------------------- | --- |
| Godzina: 13:30 |             | (0:0, 0:2, 0:1) | 25:51 (SH1) W. Tkaczow 37:03 (PP1) N. Gusiew 49:03 (EQ) A. Bieregłazow | Widzów: 2656 Sędzia główny: Anssi Kalevi Salonen Mikko Kaukokari Sędziowie liniowi: Pasi Nieminen Timo Heinonen |
| Godzina: 13:30 | 18 min. kar |                 | 6 min. kar                                                             | Widzów: 2656 Sędzia główny: Anssi Kalevi Salonen Mikko Kaukokari Sędziowie liniowi: Pasi Nieminen Timo Heinonen |

| 6 listopada 2016 | Finlandia | 4:1 | Szwecja | Hartwall Areena, Helsinki |

| Szczegóły      | Szczegóły                                                                                         | Szczegóły       | Szczegóły             | Szczegóły                                                                                             |
| -------------- | ------------------------------------------------------------------------------------------------- | --------------- | --------------------- | --- |
| Godzina: 17:30 | J. Kemppainen (EQ) 24:46 M. Aaltonen (EQ) 25:15 M. Pyörälä (EQ) 26:37 V.-M. Savinainen (EQ) 33:38 | (0:1, 4:0, 0:0) | 14:50 (SH1) P. Cehlin | Widzów: 8022 Sędzia główny: Daniel Pražák Pavel Hodek Sędziowie liniowi: Jani Pesonen Sakari Suominen |
| Godzina: 17:30 | 12 min. kar                                                                                       |                 | 8 min. kar            | Widzów: 8022 Sędzia główny: Daniel Pražák Pavel Hodek Sędziowie liniowi: Jani Pesonen Sakari Suominen |

## Klasyfikacja
| Poz. | Zespół    | M | Pkt | Z | WpD | PpD | P | G+ | G- | +/- |
| ---- | --------- | - | --- | - | --- | --- | - | -- | -- | --- |
| 1    | Rosja     | 3 | 9   | 3 | 0   | 0   | 0 | 11 | 3  | +8  |
| 2    | Czechy    | 3 | 6   | 2 | 0   | 0   | 1 | 11 | 9  | +2  |
| 3    | Finlandia | 3 | 3   | 1 | 0   | 0   | 2 | 8  | 11 | -3  |
| 4    | Szwecja   | 3 | 0   | 0 | 0   | 0   | 3 | 6  | 13 | -7  |

## Wyróżnienia indywidualne
- Klasyfikacja kanadyjska:

Najlepsi zawodnicy na każdej pozycji wybrani przez dyrektoriat turnieju:
- Bramkarz:  Ilja Sorokin
- Obrońca:  Jakub Jeřábek
- Napastnik:  Lukáš Radil